# بین‌راهی (فیلم ۱۹۸۶)
مسافر بین‌راهی (به انگلیسی: The Hitcher) یک فیلم جاده‌ای و ترسناک آمریکایی محصول سال ۱۹۸۶ به کارگردانی رابرت هارمون است.

## دنباله
قسمت دوم این فیلم در سال ۲۰۰۳ به صورت نسخه ویدئویی منتشر شد و در سال ۲۰۰۷ نسخه بازسازی بین‌راهی (فیلم ۲۰۰۷) منتشر شد.

## بازیگران
- روتخر هاور … جان رایدر
- سی توماس هوول … جیم هالسی
- جنیفر جیسن لی … نش
- جفری دی‌مان … کاپیتان استریر
- جان ام جکسون … گروهبان استار
- بیلی گرین بوش … دونر
- آرمین شیمرمن … ستوان بازجویی
- ژن دیویس … ترور دوج
- جان وان ناس
- هنری دارو … تونر هنکاک
- تونی اپر … شاهزاده ترور